# Pontotoc
Pontotoc és una població dels Estats Units a l'estat de Mississipi. Segons el cens del 2000 tenia 5.253 habitants.

## Demografia
Segons el cens del 2000, Pontotoc tenia 5.253 habitants, 2.117 habitatges, i 1.441 famílies. La densitat de població era de 214,6 habitants per km².
Dels 2.117 habitatges en un 32,2% hi vivien nens de menys de 18 anys, en un 49,1% hi vivien parelles casades, en un 16% dones solteres, i en un 31,9% no eren unitats familiars. En el 29,2% dels habitatges hi vivien persones soles el 15,5% de les quals corresponia a persones de 65 anys o més que vivien soles. El nombre mitjà de persones vivint en cada habitatge era de 2,41 i el nombre mitjà de persones que vivien en cada família era de 2,97.
Per edats la població es repartia de la següent manera: un 25,7% tenia menys de 18 anys, un 8,6% entre 18 i 24, un 26,3% entre 25 i 44, un 21,5% de 45 a 60 i un 18% 65 anys o més.
L'edat mediana era de 37 anys. Per cada 100 dones de 18 o més anys hi havia 77,6 homes.
La renda mediana per habitatge era de 28.491 $ i la renda mediana per família de 39.306 $. Els homes tenien una renda mediana de 31.403 $ mentre que les dones 23.491 $. La renda per capita de la població era de 17.324 $. Entorn del 12% de les famílies i el 17,6% de la població estaven per davall del llindar de pobresa.

## Poblacions més properes
El següent diagrama mostra les poblacions més properes.

## Persones
- Cyrus Harris (1817-1888), governador chickasaw